# Command & Conquer: Red Alert 2
Red Alert 2 je video igra, strategija, koju je napravio Westwood studios u saradnji sa EA games i objavio je 28. septembra. Igra predstavlja nastavak za Red Alert koji je izdat 1996. godine i prati priču o sukobu Sovjetskog Saveza i Saveznika.

### Radnja
Nakon poraza u ratu koji se vodio između Sovjetskog Saveza i Zapadne Evrope na vlast u Sovjetskom Savezu dolazi marionetski premijer Romanov pod kontrolom Amerike. Romanov je u tajnosti, uz pomoć svog savetnika Jurija koji poseduje natprirodne moći, razvijao tehnologiju i jačao sovjetsku armiju da bi napao SAD i njene saveznike. 
Sovjetska kampanja
Rusi svoj prvi napad usmeravaju ka Pentagonu da bi nakon uspešno izvedene operacije kasnije napali američku flotu na Floridi uz pomoć generala Vladimira. Nakon toga Juri naređuje napad na Njujork i tom prilikom se koristi Psihički odašiljač uređaj koji može da hipnotiše i pokori ogroman broj ljudi. Za to vreme južnokorejska flota pravi desant na Vladivostok koji propada. Nakon toga Romanov šalje svoje trupe u Pariz da pomoću Tesla-vojnika zauzmu Ajfelov toranj i naelektrišu ga kako bi pomoću visokog napona uništavali savezničke trupe. Dok sovjetske trupe ratuju na frontu Juri svojim psihičkim moćima potčinjava Romanova svojoj volji tako da mu Romanov daje apsolutnu kontrolu nad vojskom. Sledeća bitka se odigrava na Havajima gde sovjetska mornarica potapa američku i korejsku flotu. Romanov je iz dana u dan sve slabiji i Juri ima sve veću kontrolu nad njim. Saveznici koriste svoju Hronosferu kako bi teleportovali svoje jedinice u unutrašnjost Sovjetskog Saveza, tačnije na planinu Ural gde se nalazi sovjetski istraživački centar i vojna baza gde dolazi do sledećeg sukoba. Za to vreme Juri ubija Romanova u bolnici i svu krivicu svaljuje na generala Vladimira koga proglašava za izdajnika Sovjetskog Saveza. Juri šalje vojsku da ga eliminiše u njegovom štabu u Vašingtonu. Nakon toga Juri šalje svoje telepatske klonove u San Antonio u Teksasu kako bi hipnotisali američkog predsednika Dugana i tako završili rat. Uprkos tome rat se i dalje nastavlja i to na Devičanskim ostrvima gde Saveznici grade svoje novo superoružje mašinu za kontrolu vremena koja je u stanju da stvori jaku oluju koja može da nanese veliku štetu sovjetskim jedinicama. Posle ove bitke Juri zove druga generala(igrač) u Kremlj da mu se lično zahvali i na velikoj pobedi nad amerikancima, ali ga poručnik Sofija upozorava na zaveru tako da general sada mora da se bori sa svojim jedinicama protiv Jurija i njegove vojske. General na kraju mora da uništi Kremlj. Nakon te bitke verovalo se da je Juri mrtav, ali će se kasnije ispostaviti suprotno u nastavku igre C&C Yuri's Revenge. General saznaje da saveznici imaju još jedno uporište na Aljasci koje je zapravo i poslednje i odlazi sa svojom vojskom da ih porazi. Nakon te pobede general postaje premijer Sovjetskog Saveza i priređuje se velika vojna parada u njegovu čast.
Saveznička kampanja
Ruska invazija zatiče saveznike u stanju potpunog rasula. Rusi napadaju SAD iz pravca Meksika i vrše desant na Istočnu i Zapadnu obalu. Komandant specijalnih jedinica Tanja je poslata u Njujork da uništi sovjetske brodove i trupe koji pokušavaju da sruše Kip Slobode. Nakon toga Tanja oslobađa i zarobljenike u američkoj vazduhoplovnoj akademiji u Koloradu. Sovjeti postavljaju svoje psihičke odašiljače svuda kako bi kontrolisali što veći broj ljudi. Američka vojska uspeva da uništi odašiljač postavljen u Vašingtonu i tako oslobodi predsednika i vladu od sovjetske kontrole. Predsednik i vlada se sele u Kanadu. Sovjeti postavljaju psihički pojačivač napravu sličnu psihičkom odašiljaču samo mnogo veće snage u Čikago i nameravaju da hipnotišu celu Ameriku. Amerikanci uspevaju da unište napravu. Revoltiran tim potezom general Vladimir baca atomsku bombu na Čikago i sravnjuje ga sa zemljom. Uplašeni od moguće sovjetske invazije Francuska, Nemačka i Velika Britanija šalju svoje jedinice da unište sovjetske nuklearne silose u Poljskoj uz pomoć specijalnog agenta Tanje.
 Američki predsednik naređuje vojsci da zauzme okupirani Vašington da bi nakon toga krenuo američki desant na Havaje. Sovjeti i dalje drže položaje u Sent Luisu uz pomoć psihičkog odašiljača. Amerikanci napadaju grad i oslobađaju ga od sovjeta. Američka obaveštajna služba saznaje da sovjeti pokušavaju da razviju prizma tehnologiju koju poseduju saveznici u svojoj bazi u Tulumu u Meksiku.
 Tim mornaričkih foka je poslat da uništi sovjetsku bazu. Nakon toga amerikanci uz pomoć evropskih saveznika brane Ajnštajnovu laboratoriju u Nemačkoj u kojoj Ajnštajn razvija i pravi hronosferu. Za to vreme američki general Karvil glavnokomandujući svih američkih i savezničkih snaga gine u terorističkom napadu. Rusi uspevaju da instaliraju nuklearne silose na Kubi kako bi lansirali svoje rakete na SAD. Amerikanci koriste hronosferu kako bi se teleportovali na ostrvo da unište silose. Rusi su izgubili sve strateške važne položaje u svetu, ali se i dalje čvrsto drže na granicama Sovjetskog Saveza. Znajući da ne mogu tek tako lako da probiju sovjetsku odbranu amerikanci ponovo koriste hronosferu kako bi se direktno teleportovali u Moskvu. Tanja ima zadatak da zarobi Romanova i tako okonča rat, ali pre toga mora da se suoči sa sovjetskom crnom legijom, specijalnim jedinicama koje čuvaju Romanova i Kremlj. Nakon što su uništili sve preostale jedinice u Moskvi saveznici zarobljavaju Romanova i rat se okončava.

### Sukobljene snage
Sovjeti:
SSSR,
Kuba,
Irak,
Libija.
Saveznici:
SAD,
Velika Britanija,
Francuska,
Nemačka,
Južna Koreja.

### Izbalansiranost
Za razliku od Red Alert-a, Red Alert 2 je više izbalansiran, ali se i dalje oseća sovjetska premoć u više aspekata. Sovjetski tenkovi su jači i izdržljiviji od savezničkih, pogotovu Apokalipsa tenkovi koji kada dobiju 3 čina ispaljuju po 6 granata odjednom, što omogućava dominaciju na kopnu pogotovu u ranoj fazi sukoba. Sovjetska mornarica poseduje podmornice koje su veoma efikasne protiv savezničkih brodova. Jedino saveznički razarači i delfini mogu da ih primete i ugroze. Pored podmornica sovjeti poseduju i džinovske lignje koje služe za potapanje brodova. I pored toga što imaju nosače aviona saveznicima to nije dovoljno da preovladaju morem. Saveznici imaju prevlast u vazduhu što zbog aviona, helikoptera i raketara tako i zbog bolje protivvazdušne odbrane. Sovjeti poseduju Kirov cepeline koji su mnogo izdržljivi i otporni, a i imaju veliku razornu moć. Jedina mana im je slaba pokretljivost koju saveznici koriste da ih obore.
Kao i u svakoj strategiji ključni osnov za pobedu su resursi. Saveznici mnogo lakše sakupljaju resurse od sovjeta jer poseduju špijuna koji pored toga što može da sabotira neprijateljske radare, struju i da krade tehnologiju može i da krade pare. Saveznički sakupljači zlata i rude se automatski teleportuju kada napune tovarni prostor te se stiče utisak da brže sakupljaju novac, ali s obzirom da mogu da sakupe zlata u vrednosti od 500$, a ruski 1000 rezultat je gotovo isti. Saveznici takođe imaju prečišćivač rude koji daje rudi veću vrednost tako da u aspektu sakupljanja novca saveznici imaju prednost.

### Ocena i publicitet
Kada se pojavio Red Alert 2 je stekao veliku popularnost kako u SAD tako i u svetu. Igra je dobila visoke ocene od raznih kritičara i kompanija kao što su IGN(ocena 9.3 od maksimalnih 10) ili GamePro(4.4 od max. 5). Za Red Alert 2 se smatralo da je najbolja 2D strategija posle StarCrafta. Igra je bila popularna i na internetu i u igraonicama. Jedno vreme igra je pala u zaborav zbog izlaska novih igara kao što su C&C: Generals, Warcraft III i dr. Nakon izlaska Red Alert 3, RA2 je ponovo dobio na popularnosti. Zvanični server za igru je bio jedno vreme ugašen, ali je nedavno ponovo uspostavljen.

### Jedinice i zgrade

#### Sovjetske jedinice
Conscript
Antipod savezničkom GI-ju. Jeftiniji je i brže se gradi od GI-ja.
Tesla vojnik
Naoružan puškom koja ispljuje elektrošokove. Ne može da ga pregazi neprijateljski tenk. Tesla vojnici mogu da pune Tesla kaleme kad nema struje, a kad ima samo ga pojačavaju. 
Ludi Ivan
Postavlja dinamite na sve jedinice, zgrade i mostove na mapi pa čak i na svoje.
Flak Trooper
Koristan protiv vazdušnih jedinica i neprijateljske pešadije. Slab protiv tenkova, vozila i zgrada.
Yuri
Juri ima sposobnost da mentalno kontroliše većinu jedinica. Ako Juri pogine zarobljena jedinica se oslobađa psihičke dominacije. Juri ne može da hipnotiše pse, sakupljače zlata i vazdušne jedinice.
Inženjer
Popravlja uništene mostove, oštećene zgrade i zarobljava neprijateljske zgrade.
Pas
Psi su najefikasniji protiv pešadije. Oni su jedina odbrana od špijuna.
MCV
Kamion koji predstavlja najvitalniji deo u igri. Kad se rasklopi postaje gradilište koje omogućava gradnju ostalih zgrada. Može ponovo da se sklopi u kamion i da se premesti na drugo mesto. 
Amfibija
Hoverkraft koji služi za transport jedinica. Nije naoružan.
Rhino teški tenk
Veći i sporiji od savezničkog Grizli tenka, ali ima veću vatrenu moć.
Flak track
Samohodno protivavionsko artiljerijsko oruđe na bazi poluguseničara. Može da prevozi pešadiju.
V3 raketni lanser
Samohodno raketno artiljerijsko oruđe na bazi kamiona. Pruža odličnu podršku iz pozadine i ima veliku razornu moć. Slaba pokretljivost i izdržljivost.
Kirov cepelin
Vazdušni brod naoružan bombama velike razorne moći. Jak i izdržljiv, ali zato slabo pokretljiv. 
Terror drone
Mehanički pauk. Kreće se velikom brzinom i teško ga je uništiti. Služi za uništavanje pešadije i oklopnih jedinica.
Apokalipsa tenk
Teški ruski tenk naoružan sa 2 topa i raketama zemlja-vazduh. Izuzetno jak oklop i vatrena moć. Slaba pokretljivost. Kada dosegne treći čin ispaljuje 6 granata odjednom.
War-miner
Ruski sakupljač zlata. Naoružan mitraljezom. Jak oklop daje veliku otpornost i izdržljivost.
Tajfun podmornica
Naoružana torpedima, nevidljiva za većinu brodova osim za savezničke razarače, delfine i ruske podmornice. Nije sposobna za napad na jedinice na suvom tlu. Radar ne može da je detektuje.
Morski škorpion
Laki patrolni čamac naoružan PA topom. Efikasan protiv svih vazdušnih jedinica i pešadije. Razvija veliku brzinu, ali ima slab oklop.
Drednot
Teška raketna krstarica naoružana sa 2 V3 projektila velikog dometa i velike razorne moći. Ovaj brod se koristi za opsadu neprijateljske baze i može brzo da je uništi. Slabo je pokretan i ranjiv je u pomorskim bitkama. Najbolje funkcioniše u formaciji sa podmornicama i škorpionima.
Džinovska lignja
Velika lignja koju su sovjetski naučnici uspeli da hipnotišu i da je koriste u vojne svrhe. Služi za potapanje brodova i podmornica. Kada se jednom prilepi za brod ne pušta ga dok ga ne potopi i nemoguće ju je skinuti sa mete. Jedina protiv-mera za lignju su saveznički delfini.

#### Sovjetske zgrade
Zid
Zid služi da spreči pešadiju, špijune i pse da prodru u bazu. Nemoćan je protiv tenkova.
Tesla reaktor
Tesla reaktor služi za proizvodnju električne energije koja je neophodna kako bi baza funkcionisala.
Barake
U barakama se treniraju i proizvode sve sovjetske pešadijske jedinice kao i psi.
Rafinerija rude
U ovoj zgradi se skladišti i prerađuje ruda koju sakupljaju mineri. Pored komandnog centra i reaktora za struju čini najvitalniji deo baze.
Radar
Radarska stanica daje prikaz mape na malo ekranu radi lakšeg snalaženja i otkrivanja jedinica u prostoru. Radar ne može da otkrije podmornice i špijune. Kada dođe do preopterećenja električne mreže i manjka struje radar se gasi.
Ratna fabrika
U ovoj zgradi se proizvode sva sovjetska vozila kao i Kirov cepelini.
Brodogradilište
Ovde se grade i popravljaju sve sovjetske mornaričke jedinice i brodovi. Može da izdrži udar atomske bombe.
Borbena laboratorija
Kada se izgradi omogućava razvoj i proizvodnju specijalnih i naprednijih jedinica kao što su Kirov cepelin,Apokalipsa tenk,...
Nuklearni reaktor
Proizvodi ogromnu količinu električne energije. Dovoljan je samo jedan da pokreće celu bazu. U slučaju teškog oštećenja može da eksplodira i da nanese štetu u bazi ostavljajući radioaktivni otpad.
Servisni depo
Ovde se popravljaju sovjetska vozila. Bez njega nije moguća proizvodnja MCV-a.
Tesla kalem
Ovo je odbrambeno oružje koje emituje veliku količinu električne energije po jedinicama koje mu se približe. Tesla vojnici mogu dodatno da ga pojačavaju.
PA top
PA top služi za borbu protiv vazdušnih jedinica i za odbranu od projektila.
Senčri top
Teški mitraljez koji je pričvršćen na postolje koje se rotira za 360 stepeni. Efikasan protiv pešadije, slab protiv tenkova.
Psihički senzor
Čita misli neprijateljskih jedinica i otkriva koju su metu odredili da napadnu i kojim se putem kreću. Dobar je za otkrivanje špijuna.
Gvozdena zavesa
Sovjetsko super-oružje koje stvara neprobojni štit oko grupe jedinica ili zgrada na izvesno vreme.
Nuklearni silos
Iz ovog silosa sovjeti lansiraju na svakih 10 minuta po jedan ICBM naoružan atomskom bojevom glavom velike razorne moći koji može da raznese čitavu bazu pritom praveći veliku radijaciju.
Gradilište
Najbitnija zgrada u igri. Bez nje ne mogu da se grade ostale zgrade. Montira se iz kamiona zvanog MCV i po potrebi se može ponovo razmontirati i preneti na neko drugo mesto.

#### Savezničke jedinice
GI
Saveznički vojnik, antipod ruskom conscript-u. Ima mogućnost da se samoogradi i tad postaje jači. Skuplji je i sporije se gradi od ruskog vojnika.
Pas
Isti kao i kod rusa.
Raketar
Vojnik sa raketnim rancem sposoban da leti. Efikasan je protiv pešadije, a jako je ranjiv na PVO.
Inženjer
Isti kao i kod rusa.
Tanja
Saveznički specijalni agent. Može da pliva, postavlja bombe pod zgrade, ruši mostove, lako ubija pešadiju. Jedino je nemoćna protiv vozila.
Špijun
Krade pare iz neprijateljske baze, sabotira radare i elektrane. Može da krade i tehnologiju. Kada se kamuflira jedino ga prepoznaju psi i psihički senzor.
Hrono-legionar
Vojnik-robot sposoban da se teleportuje sa mesta na mesto preko cele mape. Naoružan je specijalnom puškom koja usisava metu i stavlja je van vremena. Ranjiv je na sve vrste jedinica.
Grizli tenk
Osnovni saveznički tenk. Lako pokretan, ali i lako naoružan i oklopljen. Gubi u duelu sa ruskim tenkovima.
Prizma tenk
Laki tenk naoružan prizma topom koji sakuplja i emituje veliku količinu svetlosne energije. Kada se nađu u grupi prizma tenkovi emituju svu svetlost u jednom snopu i tako postaju jači. Prizma tenkovi su jaki protiv zgrada i pešadije, a slabi su protiv vozila i ne mogu da unište most.
Miraž tenk
Saveznički stelt tenk koji se kamuflira u drvo kada miruje, a otkriva se kada otvara vatru. Najefikasniji je protiv pešadije. Pravi veliku pometnju među neprijateljskim jedinicama jer ga nije lako uništiti.
I.F.V
IFV je lako samohodno protivavionsko oruđe naoružano raketama. Može da dejstvuje i po ciljevima na zemlji. Kada u njega ubacite inženjera postaje inženjersko vozilo koje popravlja vozila. Kada ubacite Tanju ili GI dobija jako efikasan mitraljez. U zavisnost koju ste jedinicu ubacili njeno oružje se montira na kupoli.
Chronominer
Hronominer je saveznički sakupljač rude koji se automatski teleportuje nazad do baze kada sakupi zlato. Jako je otporan ali nije naoružan.
Harijer
Harijer je saveznički avion koji vertikalno sleće i poleće. Naoružan je jednom raketom. Dobro funkcioniše u grupi od po 4 aviona. Nije preterano otporan na PVO.
Crni jastreb
Transportni helikopter nevidljiv za neprijateljski radar. Naoružan je jednim mitraljezom i može da preveze nekoliko vojnika. Dobar je za desante i tajne operacije.
Amfibija
Ista kao ruska.
Nosač aviona
Nosi 3 mala aviona koja imaju veliki domet i razornu moć. Mogu da stiču činove kao i ostale jedinice. Kada jedan avion bude oboren drugi ga odmah zamenjuje. Nosač se sporo kreće tako da je laka meta za podmornice koje ne može da otkrije. 
Razarač
Naoružan topom i protivpodmorničkim avionom razarač je efikasan protiv jedinica u priobalju i podmornica mada u duelu 1 na 1 podmornica odnosi tesnu pobedu.
Aegis cruiser
Raketna krstarica naoružana raketama zemlja-vazduh. Efikasan protiv letećih ciljeva, ali ne može da gađa druge brodove i kopnene jedinice. Sporo se kreće.
Delfin
Ovaj pripitomljeni delfin je treniran da pronalazi neprijateljske brodove i da ih uništava jakom emisijom zvučnih talasa. Veoma je brz i najefikasniji je protiv gigantske sipe.
MCV
Sličan ruskom.

#### Savezničke zgrade
Električna centrala
Proizvodi električnu struju.
Barake
Ovde se prave i obučavaju saveznički vojnici(GI, Tanja, raketar, špijun,...).
Gradilište
Slično ruskom. Bez njega je nemoguće graditi nove zgrade.
Zid
Vizuelno se razlikuje od ruskog, ali su namena i efekat isti.
Prizma toranj
Kao i prizma tenk prizma toranj sakuplja svetlost i emituje je prema neprijateljskoj jedinici. Kada se izgradi više prizma tornjeva na manjem prostoru oni sjedinjavaju svu svoju energiju u jedan snop.
Pillbox
Mali bunker u kome se nalazi mitraljez. Efikasan je protiv pešadijskih jedinica i nemoćan je protiv tenkova. Ima mali domet.
Patriot sistem
Protivvazdušni raketni sistem. Dobar protiv svih vrsta letećih objekata osim Kirov cepelina za čije obaranje je potrebna veća količina ovih sistema.
Ratna fabrika
Slična ruskoj. Ovde se proizvode sva saveznička vozila i Black hawk helikopteri.
Rafinerija rude
Ovde se sakuplja ruda kao i kod rusa.
Borbena laboratorija
Kada se izgradi omogućava razvoj naprednijih jedinica kao što su: Tanja, Prizma tenk,...
Prečišćivač rude
Ovde se prečišćava sakupljena ruda koja zatim postaje vrednija te kredit raste.
Hronosfera
Omogućava teleportaciju manjeg broja jedinica sa jednog kraja na drugi kraj mape na svakih nekoliko minuta. Odlična je za infiltraciju jedinica u neprijateljsku bazu kao i za iznenadne napade.
Mašina za kontrolu vremena
Stvara oluju koja može da uništi skoro celu neprijateljsku bazu.
Aerodrom
Kada se napravi osim toga što sa njega poleću po 4 Harijera dobija se i radarska slika.
Satelit
Otkriva celu mapu na radaru.
Gap generator
Ovaj generator ometa neprijateljski radar i tako skriva jedinice i zgrade na određenoj površini.
Brodogradilište
Kao i kod rusa ovde se grade i popravljaju brodovi i ostale pomorske jedinice.

#### Posebne jedinice i zgrade
Rusija-Tesla tenk
Tenk koji na kupoli umesto topa ima 2 velika kalema koja emituju električnu energiju velike snage i dometa. Najefikasniji je protiv pešadijskih jedinica. 
Libija-Demolition truck
Kamion za samoubilačke napade naoružan manjom atomskom bombom. Efikasan protiv svih jedinica osim vazdušnih. Ima slab oklop tako da može da eksplodira ako bude napadnut i pre nego što dopre do glavne mete.
Irak-Desolator
Vojnik naoružan specijalnom puškom koja emituje radijaciju. Kada je pobode u zemlju može da kontaminira veliko područje.
Kuba-Terorista
Samoubica naoružan rancem sa eksplozivom. Odličan za manje diverzije i za stvaranje haosa.
V.Britanija-Snajperista
Naoružan snajperom velikog dometa snajperista je odličan protiv pešadijskih jedinica. Nemoćan je protiv vozila.
SAD-Padobranci
Amerikanci imaju mogućnost da čim naprave aerodrom pošalju odred padobranaca koji se sastoji GI vojnika bilo gde na mapi.
Francuska-Veliki top
Top velikog kalibra i dometa montiran na obrtno postolje koje se rotira za 360 stepeni. Efikasan protiv svih kopnenih jedinica.
J.Koreja-Crni orao
Avion koji vertikalno sleće i poleće kao Harijer s tim što ima jače projektile.
Nemačka-Razarač tenkova
Samohodno protivtenkovsko oruđe velikog kalibra i razorne moći. Efikasan jedino protiv vozila.

### Taktike i strategije

#### Sovjetska taktika
Sovjetska taktika se najviše oslanja na primenu sirove sile. Pošto sovjetski tenkovi i jedinice imaju jači oklop i veću izdržljivost na samom početku igre stiču prednost u odnosu na Saveznike. Igrači koriste ovu prednost tako što odmah kreću u juriš u početnom stadijumu igre naročito ako se igra u multiplayer-u. Ruski vojnici se brže grade od savezničkih tako da se u veoma kratkom roku i za male pare može stvoriti ozbiljna i jaka formacija. Pešadiju treba koristiti u sadejstvu sa tenkovima zbog eventualne pojave neprijateljskih pešadinaca koji mogu da odvuku pažnju glavnoj udarnoj tenkovskoj grupi. Sa većim brojem vojnika i 4-5 tenkova igrač može na maloj mapi da dobije protivnika za manje od 4 minuta ako dobro organizuje napad.
U kasnijim stadijumima igre igrači obično koriste Apokalipsa tenkove koji predstavljaju najjaču kopnenu jedinicu u igri. Ovi tenkovi odolevaju svim ostalim oklopnim jedinicama kao i vazdušnim pretnjama jer su naoružani raketama zemlja-vazduh. Najveću pretnju za njih predstavljaju Terror drone roboti koji uskaču u tenk i razbijaju ga iznutra. Formacija od 15 do 20 apokalipsi može da zbriše čitavu bazu tako da se preporučuje igračima da spreče protivnika, ako je u mogućnosti, da ih napravi.
Pored ovih tenkova igrači rado koriste i Kirov cepeline. Kirovi predstavljaju jednu od najvećih opasnosti pored atomske bombe za neprijatelja jer ih je teško oboriti i dobro su naoružani. Kirovu su potrebne u proseku 2 bombe da sruši svaku zgradu osim komandnog centra. Da bi ih oborio igrač mora da pravi jaku protivvazdušnu odbranu, što na kopnu, što na moru. Najveća slabost kirova je njihova slaba pokretljivost tako da igrač treba da vodi računa da ih ne zavlači preterano u neprijateljsku pozadinu jer teško može da ih izvadi odatle.
Ratovanje na moru je najmanje zastupljeno u igri jer se partije brzo završavaju tako da igrač nema vremena da razmišlja o ovakvom vođenju rata mada pomorske snage mogu da presude na mapama gde ima vode. Najbolji način da se dobije rat na moru jeste da se koriste sve vodene jedinice. U početku podmornice mogu da obezbede prevlast na moru jer su jače od savezničkih razarača. Ako se koriste u sadejstvu sa patrolnim čamcima postaju gotovo neuništive jer patrolni čamac SEA SCORPION obara protivpodmorničke avione koji poleću sa razarača. Nakon što obezbedi početnu dominaciju na moru igrač treba da počne da koristi raketne krstarice Dreadnought sa kojima dejstvuje po protivničkoj bazi ako je u dometu. Podmornice i čamci treba da štite krstarice od mogućih napada razarača i nosača aviona. Igrač takođe može da koristi džinovske lignje jer one predstavljaju najefikasnije oružje protiv brodova. Na ovakav način igrač može da uništi gotovo celu neprijateljsku vojsku uz minimalno korišćenje kopnenih jedinica.
Da bi napravio sve ove jedinice igrač mora prvo da napravi bazu. Veličina i izgled baze zavisi od igračeve procene koliko partija može da traje. Ako ceni da će se partija brzo završiti u njegovu korist i da je neprijatelj neiskusan i slabo organizovan igrač treba da napravi što veći broj odgovarajućih jedinica za što kraće vreme i da ne troši pare i vreme na odbranu svoje baze od neprijatelja jer ide na sve ili ništa. U drugom slučaju ako je nesiguran treba da pređe u defanzivan položaj i da razvija odbrambene sisteme. Preporučuje se izgradnja dobre PVO u slučaju napada aviona koji mogu da unište jednu zgradu u jednom napadu ili u slučaju napada Kirov cepelina kada odbrana mora da bude izuzetna. PVO treba da bude jaka i zbog raketnih napada jer svaki balistički projektil osim atomskog može biti oboren. Baza treba da poseduje i pse zbog moguće infiltracije špijuna kao i radi lakšeg eliminisanja većeg broja pešadijskih jedinica kako bi se ostale jače jedinice orijentisale na oklopne jedinice. Odbrana mora da sadrži i tesla kaleme koji su efikasni protiv svih kopnenih jedinica. Zgrade treba postavljati na većem međusobnom rastojanju zbog eventualnog dejstva superoružja koja imaju veliku razornu moć na određenom prostoru. 
Upotreba superoružja je takođe bitna jer je ona jedan od najpresudnijih faktora u igri. Rusi najčešće koriste gvozdenu zavesu u kombinaciji sa apokalipsa tenkovima jer tako tenkovi postaju neranjivi za izvesno vreme i mogu komotno da rasture pola neprijateljske baze, a da ne budu oštećeni čime je pobeda zagarantovana. Atomska bomba se koristi za dejstvo u neprijateljskoj pozadini po građevinama, najčešće po električnim centralama i ratnim fabrikama. Ovakav udar prethodi jurišu kopnenih jedinica jer je za to vreme neprijateljska baza kontaminirana i bez struje kao i mogućnosti da prave nova vozila i pešadijske jedinice sve dok radijacija ne iščezne i dok se ne napravi nova ratna fabrika.
U neprijateljskim redovima treba napraviti haos i dezorganizaciju. Za to je najpodobniji Juri, koji hipnotiše jedinice i tako ih okreće protiv neprijatelja, a isto tako ispušta i omamljujući gas koji ubija vojnike.

#### Saveznička taktika
Pošto imaju slabije i manje izdržljive jedinice Saveznici se trude da izbegavaju frontalni sukob sa Sovjetima i trude se da što više ratuju na suptilniji način. Zbog toga Saveznici retko kad idu na rush kao sovjeti. 
U ranom stadijumu igre igrač treba da se stavi u defanzivni položaj i da počne da gradi bazu, a naročito odbranu. Igrač treba da se skoncentriše na sakupljanje novca koji će mu biti najbitniji faktor za preživljavanje. Bazu treba da gradi kao i po sovjetskom principu pritom da pojača odbranu ako su mu neprijatelji sovjeti. 
Nakon što izgradi bazu i što preživi nekoliko početnih udara igrač treba da počne da pravi plan za kontraofanzivu. U tome će mu najviše pomoći špijun koji može da krade pare, sabotira radare, struju i supreoružja kao i da krade tehnologiju. Špijun se koristi najčešće u kombinaciji sa prizma tenkovima uz podršku aviona. Kada špijun uđe u bazu i ugasi struju prizme treba da unište što je više zgrada moguće. Prizme su jako delotvorne protiv pešadije i zgrada, ali su neotporne na tenkove tako da treba uvek imati spremnu neku tenkovsku formaciju za odbranu prizmi.
Igraču je na raspolaganju i Tanja koja se koristi za diverziju kao i špijun. Pošto može da pliva najbolje ju je ubaciti u bazu sa mora jer igrači tu prave najslabiju odbranu, a u većini slučajeva gotovo nikakvu. Tanja sa lakoćom ubija pešadijske jedinice i ruši zgrade, ali je nemoćna protiv svih vrsta vozila. 
Saveznici od svojih superoružja najčešće koriste svoju Hronosferu u kombinaciji sa prizma tenkovima. Igrači obično teleportuju prizme u neprijateljsku bazu za vreme nekog manjeg konflikta ispred baze koji odvlači pažnju igrača od prizmi koje nesmetano rasturaju zgrade.
Pojedini igrači se najviše oslanjaju na avione. Na samom startu se trude da naprave što više aerodroma i aviona i zatim pokušavaju da sa svojom eskadrilom unište neprijateljski komandni centar. Ovo i nije tako loša zamisao samo ako se sprovede u delo u početnom stadijumu igre kada neprijatelj nema dovoljno jedinica i dovoljno jaku PVO da bi mogao da uzvrati udar koji bi za igrača mogao da bude fatalan jer je sve pare dao na avione i nema nikakvu odbranu.
Od pomorskih jedinica Saveznici najčešće koriste nosače aviona i razarače u sadejstvu. Dok nosači dejstvuju po neprijateljskoj bazi razarači ih štite od mogućih napada podmornica. Ipak kada se pojave lignje neophodno je posedovati delfine jer oni predstavljaju najbolju zaštitu od ove vrste opasnosti. Raketne krstarice aegis cruiser se koriste za odbranu baze od neprijateljskih vazdušnih jedinica mada mogu da se koriste i u sadejstvu sa nosačima i razaračima, ali prave problem jer su slabo pokretljive.

## Spoljašnje veze
- Red Alert 2 official website
- http://www.gamespot.com/pc/strategy/commandconquerredalert2/index.html Архивирано на веб-сајту  (19. децембар 2008)
- https://web.archive.org/web/20081221144352/http://planetcnc.gamespy.com/redalert2/